# NGC 4163
NGC 4163 (другие обозначения — NGC 4167, UGC 7199, MCG 6-27-26, ZWG 187.20, KUG 1209+364, PGC 38881) — галактика в созвездии Гончие Псы.
Этот объект занесён в новый общий каталог два раза, с обозначениями NGC 4163 и NGC 4167.
Этот объект входит в число перечисленных в оригинальной редакции «Нового общего каталога».
Галактика NGC 4163 входит в состав группы галактик NGC 4214. Помимо NGC 4163 в группу также входят NGC 4190, NGC 4214 и NGC 4244.